# Dødens terning
Dødens terning er en dansk fantasyroman skrevet af Kenneth Bøgh Andersen, og er andet bind i serien Den Store Djævlekrig. Den udkom første gang den 31. august 2007 på forlaget Høst & Søn, en afdeling hos Rosinante & Co, og er 316 sider lang. Siden lukningen af Rosinante & Co, er bogen udgivet af Gyldendal, der opkøbte forlaget i 2019, men "Høst & Søn" står stadig på ryggen af bogen som på de andre bind i serien. Næste bog i serien er Den forkerte død fra 2009.
Den blev udgivet den 30/4 2009, altså cirka 1½ år efter det første bind i serien (Djævlens Lærling), blev udgivet. Den er 317 sider lang. Aldersgruppen er fra cirka 10 år, og den er dermed en ungdomsbog. 

## Handling
Filip Engell er død igen, men denne gang har Døden sendt bud efter ham. Satina mødes med ham og skal føre ham til Dødens hus. Døden fortæller, at hans terning er blevet stjålet, og det er med den, han bestemmer, om hvor længe mennesker skal leve. Døden siger, at både ham og Satina skal lede efter hans terning, og hvis de ikke finder den vil nyfødte børn få evigt liv og så vil det værst tænkelige ske: At ingen dør og Helvede og himlen vil blive overflødigt. 